# Мойлан (тауншип, Миннесота)
Мо́йлан (англ. Moylan) — тауншип в округе Маршалл, Миннесота, США. На 2000 год его население составило 128 человек.

## География
По данным Бюро переписи населения США площадь тауншипа составляет 116,9 км², из которых 116,9 км² занимает суша, a вода составляет 0,02 %.

## Демография
По данным переписи населения 2000 года здесь находились 128 человек, 48 домохозяйств и 40 семей. Плотность населения — 1,1 чел./км². На территории тауншипа расположено 56 построек со средней плотностью 0,5 построек на один квадратный километр. Расовый состав населения: 100,00 % белых.
Из 48 домохозяйств в 33,3 % воспитывались дети до 18 лет, в 66,7 % проживали супружеские пары, в 6,3 % проживали незамужние женщины и в 14,6 % домохозяйств проживали несемейные люди. 14,6 % домохозяйств состояли из одного человека, при том 4,2 % из — одиноких пожилых людей старше 65 лет. Средний размер домохозяйства — 2,67, а семьи — 2,85 человека.
27,3 % населения — младше 18 лет, 5,5 % — в возрасте от 18 до 24 лет, 26,6 % — от 25 до 44, 25,0 % — от 45 до 64, 15,6 % — старше 65 лет. Средний возраст — 38 лет. На каждые 100 женщин приходилось 120,7 мужчин. На каждые 100 женщин старше 18 приходилось 121,4 мужчин.
Средний годовой доход домохозяйства составлял 25 833 доллара, а средний годовой доход семьи — 26 042 доллара. Средний доход мужчин — 29 375 долларов, в то время как у женщин — 17 500. Доход на душу населения составил 14 990 долларов. За чертой бедности находились 22,6 % семей и 32,7 % всего населения тауншипа, из которых 61,5 % младше 18 и 35,0 % старше 65 лет.